# Bumbești-Pițic
Bumbești-Pițic es una comuna ubicada en el distrito de Gorj, Rumania.

## Superficie
Cuenta con una superficie de 36,79 kilómetros cuadrados.

## Demografía
Hasta 2021 la población era de 2028 habitantes, con una densidad de población de 55,12 habitantes por kilómetro cuadrado.